# 리암 갤러거
윌리엄 존 폴 갤러거(영어: William John Paul Gallagher, 1972년 9월 21일~)는 영국의 싱어송라이터로, 록 밴드 오아시스의 프론트맨으로 가장 잘 알려져 있다. 독창적인 창법을 가진 그는 브릿팝의 주역이나 과격한 언행, 거만한 성격으로 언론의 비난을 받기도 했다.
그는 현대 영국 음악계의 가장 독창적인 인물들 중 하나이다. 그의 형인 노엘 갤러거가 오아시스의 대부분의 노래를 썼음에도 불구하고, 리암은 〈Songbird〉와 〈I'm Outta Time〉같은 싱글이자 정규 앨범의 트랙으로 수록되어 있는 곡들을 썼다.
2009년 8월, 노엘 갤러거의 오아시스 탈퇴 이후에 리암은 계속 이전 오아시스 멤버들인 겜 아처, 앤디 벨, 드러머인 크리스 샤록과 키보드 연주가인 제이 달링턴과 함께 계속 음악을 만들 것이라고 말했다. 그는 또한 프리티 그린이라는 의류 브랜드의 설립자이다. 2012년 하계 올림픽 폐막식에서 비디 아이의 보컬로 오아시스의 〈Wonderwall〉을 불렀다.

## 생애

### 어린 시절(1972~1993)
리암 갤러거는 맨체스터 버니지에서 아일랜드계통인 부모 페기 갤러거와 토마스 갤러거의 세 아들 중 막내로 태어났다. 그의 아버지는 그의 가족에게 폭력을 휘두르곤 했다. 비록 그의 두 형 폴과 노엘이 대부분의 폭력을 겪었지만 그러한 학대는 맨체스터 시티 FC에 대한 사랑과 함께 자신에게 아티스트가 되기까지 굉장한 영향을 끼쳤다고 말한다. 그가 10살 때 페기 갤러거는 세 아들을 데리고 토마스 갤러거를 떠난다. 그는 십대 동안 때때로 아버지와의 만남을 가졌지만 아직까지도 그들의 관계는 풀리지 않고 있다 말한다.
폴과 노엘은 어릴 적부터 자주 싸우곤 했다. 리암은 그것에 대항하기 위해 그들에게서, 특히 그와 같은 방을 썼던 노엘에게서 벗어나려고 했다. 갤러거 형제들은 모두 문제아들이었다. 리암은 로컬샵에서 자주 자전거를 훔치곤 했고, 15살 때 싸움으로 인한 퇴학을 당한다.
노엘 갤러거는 리암이 십대 후반일적 음악에 관심을 가지기 시작했다고 말한다. 리암은 그의 가수로써의 재능에 자신이 있었고 스톤 로지스, 더 후, 킹크스, 더 잼, 티렉스, 비틀즈와 같은 노래를 듣기 시작했다. 그 과정에는 그의 기나긴 집착인 존 레논의 흉내도 포함되어 있었다. 그는 심지어 자신이 존 레논의 환생이라 말한 적도 있다. 그의 학교 친구 폴 "귁시" 맥기건이 그의 밴드 레인에 보컬로 들어와달라 청했을 때 리암은 승낙한다.
밴드내에서 리암은 기타리스트인 폴 "본헤드" 아더스와 함께 작곡을 맡았다. 노엘은 공개적으로 '최악'이라고 말하며 그들을 비웃었다. 리암마저도 그들 자신은 쓰레기였다고 시인한다. 밴드는 별다른 공연없이 일주일에 한 번 리허설을 가지는 것이 고작이었다. 인스파이럴 카페츠의 로디로 일하며 아메리카 투어에서 막 돌아온 노엘은 1992년 동생이 있는 밴드의 보기 드문 공연을 보게된다. 노엘은 밴드가 마음에 들지 않았으나 리암이 그에게 가입을 권유했고 노엘은 오직 자신만이 밴드의 곡을 쓴다는 조건으로 승낙한다. 후에 노엘은 말한다. "만약 그 시절의 내 노래들이 나쁘다고 생각한다면 당신은 본헤드와 리암이 작곡한 것들을 들어봐야 한다" 이 무렵 리암은 밴드 이름을 오아시스로 바꾼다.

### 브릿팝(1994~1998)
노엘의 이끔하에 오아시스는 레코드 계약권을 따내고 영국에서 가장 빨리 팔린 데뷔앨범이 된(Hear Say의 데뷔앨범 전까지) 《Definitely Maybe》를 녹음했다. 언론은 리암의 보컬이 앨범에 큰 기여를 했고 그의 존재가 오아시스의 라이브를 유명하게 만들었다고 칭찬했다. 하지만 그의 행동 또한 타블로이드의 이목을 끌어, 마약과 폭력적인 행동, 그리고 난잡한 성생활등에 대한 기사를 달고 다녔다.
1994년의 첫 번째 미국 투어중 리암은 미국인과 노엘 둘을 동시에 골려주기 위해 노래의 가사를 조금 바꾸어 불렀다. 이 공연은 날아다니는 의자가 오가는 싸움으로 번졌고 노엘은 투어를 그만둔다. 또한 오아시스의 두 번째 앨범 《(What's the Story) Morning Glory?》을 위한 레코딩 세션중 리암은 로컬 술집에 있는 모두를 스튜디오로 초대해 노엘을 화나게 만들었고, 갤러거 형제는 크리켓 배트까지 사용해가며 폭력적인 싸움을 벌였다. 1995년에는 실력 부족을 이유로 드러머 토니 맥캐롤이 오아시스를 떠나게 된다.
《(What's the Story) Morning Glory?》는 더욱 성공적이었고, 이것은 곧 영국 역사 중 세 번째로 많이 팔린 앨범이 되었다. 이 시기, 오아시스는 언론의 부채질로 브릿팝 밴드 블러와의 논란에 휩싸인다. 브릿팝을 이끌어나가고 있는 다른 스타일을 가진 이 두 밴드는 자연스럽게 라이벌이 되었다.(오아시스는 북부 노동자계층이었고, 블러는 서부 중산층이었다.) 1995년 8월 14일, 블러와 오아시스는 같은 날 새 생글을 발표한다. 블러의 《Country House》와 《Morning Glory》의 두 번째 싱글 《Roll with it》은 각각 일주일에 27,4000장과 21,6000장으로 블러의 싱글이 오아시스의 판매량을 앞서갔다. 오아시스가 Top of the Pops에서 립싱크 무대를 했을 때, 리암은 노엘의 기타를 연주하는 척 했고, 노엘은 리암의 목소리를 맡아 우스운 광경을 연출했다.
넵워스에서 이틀동안 공연을 한 뒤의 기록갱신 후 리암은 "MTV Unplugged"의 무대 바로 전 노래부르기를 거부해 노엘은 막판까지 리암을 대신해 공연해야 했다. 리암은 당시 자신의 목 상태가 나빴고 어쿠스틱 공연을 좋아하지 않기 때문이라 주장했지만 노엘은 그것이 숙취때문일 것이라 단정했다. 이때 리암은 공연도중 발코니에서 야유를 보내 노엘을 더욱 화나게 만들었다. 4일뒤, 리암은 새로운 집을 살 시간이 필요하다며 첫 번째 미국 공연에서 빠져 노엘은 또다시 리암의 빈자리를 채워야 했다. 3일 뒤 그는 공연을 하러 돌아왔지만 노엘과 나머지 멤버들 사이의 긴장감은 계속되었다. 결국 9월 11일 노엘이 투어를 그만두었고, 이것은 곧 밴드 존속에 관한 의문으로 이어졌다.
1997년 4월 7일, 리암은 팻시 켄싯과 결혼한다. 그들의 결혼은 수많은 사건과 타블로이드의 기사들로 시작부터 덜컥거렸다. 리암 운전 폭행 뒤 헤드라인을 장식했다. 기사에 의하면 그는 차창 밖으로 몸을 내밀어 자전거를 타고 있던 사람을 잡아 내던졌다고 전해진다. 자전거를 타고 있던 사람은 다치지 않았으나 리암은 경고를 받았다. 1998년 1월, 그와 켄싯이 결혼한 지 일주일 후 로스앤젤레스에서 만난 불륜상대 리사 무리쉬가 리암의 딸을 낳는다. 또한 오스트레일리아로 가는 항공기내에서 자신에게만(?) 스콘을 주지 않았다며 난동을 부려 홍콩 항공 회사 캐세이 퍼시픽의 탑승이 영원히 금지되었다. 리암은 이에 대해 '차라리 걷겠다'고 반응했다. 오스트레일리아의 투어 동안, 리암은 자신은 그저 사진을 부탁했다고 주장하는 19살 팬에게 박치기를 해 고소당한다. 이 사건은 합의로 해결되어 풀려났다. 리암은 이 사건은 실제 일어난 것이 맞지만 팬이 먼저 자신에게 시비를 걸었다고 주장했다.
1997년 8월 21일, 걱정반 기대반이었던 오아시스의 3번째 앨범 《Be Here Now》가 발매된다. 노엘은 이 앨범을 마음에 들어하지 않았으나 리암은 이것이 '최고의 앨범'이라며 변호했다.

### 후기 브릿팝(1999~)
1999년 9월 팻시 켄짓은 레논 프란시스라는 리암 갤러거의 아들을 낳았다. 리암과 팻시는 1년 후에 이혼했다.
오아시스는 2000년에 《Standing on the Shoulder of Giants》라는 앨범으로 돌아온다. 기존 설립 멤버였던 폴 "본헤드" 아더스와 "귁시" 맥귀건은 녹음작업 동안 떠나버리고, The Rain의 멤버로써는 유일하게 리암 갤러거만이 남게 되었다. 이 앨범에서 오아시스 최초로 노엘이 아니라 리암이 팻시 켄짓의 아들인 제임스 커를 위해 쓴 아이같은 멜로디의 〈Little James〉 라는 곡이 실리게 되었다. 이 곡이 실린 이 앨범은 평론가들에게 혹평을 받았다.
2000년 5월 바르셀로나 투어 중, 오아시스는 드러머인 앨런 화이트의 팔이 움직이지 않아서 공연을 취소할 수밖에 없었으며, 대신 밴드는 그날 밤을 술을 마시며 보냈다. 그 날 밤, 리암은 그 당시 노엘의 부인이었던 멕 매튜스에 관해 경멸스런 언급 (노엘의 딸이 과연 친자식인지 명백히 의심하는 발언)을 하여 결국 싸움에까지 이르렀다. 이 사건 이후, 노엘이 오아시스의 해외 투어를 그만 두겠다고 결심했다는 내용의 보도자료가 발표되었고, 밴드의 나머지 멤버들은(노엘의 대타인 기타리스트 맷 데이튼과 함께) 남은 공연들을 계속했다.
2002년 8월 7일, 인디애나 주의 인디애나폴리스에서 노엘 갤러거, 앤디 벨 그리고 키보디스트 제이 달링턴이 택시를 타고 가다 교통사고로 인해 부상을 입게 되었다. 밴드의 이 세 멤버는 충격, 타박상, 찰과상을 위한 치료를 받았다. 노엘은 조수석에 앉아 있었기 때문에 얼굴의 타박상과 안전벨트로 인한 찰과상으로 고통을 겪었으며, 달링턴은 손에 입은 찰과상으로 인해 붕대를 감았다. 리암은 그 사고 당시 그의 밴드 동료들과 있지 않았으며, 그의 친구들과 나가 술을 마시고 있었다. 그 직후의 보스턴과 뉴욕 공연일정은 취소되었으며 재공연 일정을 잡지 않았다. 그 해 12월 1일, 리암은 뮌헨의 술집에서 일어난 싸움으로 인해 그의 이빨 몇 개가 부러졌고 얼굴에 상처들을 입었다. 그와 앨런 화이트는 체포되었으나 벌금 없이 석방되었다. 오아시스는 리암의 부상 때문에 뮌헨과 뒤셀도르프의 공연을 철수할 수밖에 없었다.
2004년, 리암은 그가 그의 아들인 레논 프란시스와 딸인 몰리를 위해 2000파운드의 양육비를 낸다는 사실이 밝혀지면서 헤드라인을 장식한다. 더욱이, 그는 리사 무리쉬의 또다른 아이의 아버지(前리버틴즈, 현재 베이비솀블즈의 프론트맨인 피트 도허티)를 그가 아이를 잘 양육할 수 있는 자질이 있을까 의심스럽다고 비난하였다. 피트 도허티와 리암 사이의 관계는 갈수록 긴장으로 인해 팽팽해졌는데, 그 이유는 도허티의 심각한 헤로인 중독과 그가 약물 복용 상태에서 무리쉬를 방문하기 때문이었다.
2005년 오아시스의 여섯 번째 정규 앨범인 《Don't Believe the Truth》를 보면, 리암이 작곡한 (리듬 기타리스트인 겜 아처와 공동 작곡한)〈Love Like a Bomb〉,〈The Meaning of Soul〉그리고〈Guess God Thinks I'm Able〉, 이렇게 세 곡이 수록되어있다.
갤러거와 니콜 애플턴은 2008년 2월 14일 그가 첫 번째 부인이었던 배우 팻시 켄짓과 결혼하였던 장소인 웨스트민스터 동사무소에서 결혼하였다. 하객은 애플턴의 여동생인 나탈리와 그녀의 남편인 프로디지의 리암 하울렛이었다. 노엘 갤러거와 밴드 동료인 겜 아처와 앤디 벨은 결혼식이 치러질 때까지 통보를 받지 못하였다.
최근 인터뷰에서 리암은 그는 그의 형인 노엘과 말을 거의 하지 않는다고 언급하였다. 그는 또한 그들이 '거의 관계를 맺지 않는다'고 말하였다. 그들이 이야기하는 유일한 장소는 바로 무대 위이다.
2009년 11월, 리암은 그와 前 오아시스 밴드 멤버들이 새로운 프로젝트의 일부분으로 새 곡들을 쓰고 있으며 이르면 두어달 뒤에 공연을 할 수 있을지도 모른다고 발표하였다. 그리고 "오아시스는 끝났어. 이건 새로운 거야."라고 말하였다. 2009년 11월 19일, 리암은 그가 겜 아처, 앤디 벨 그리고 크리스 샤록과 크리스마스 시즌 즈음에 녹음을 시작할 것이며, 2010년 7월쯤 앨범을 낼 가능성이 있다고 발표하였다.
그는 MTV에서 "우리는 우리가 조금 해 놓았던 노래들의 데모 작업을 하고 있어. 조용히 그냥 그거나 하면서, 그것에 대해 쓸데없는 걱정은 하지 않고. 크리스마스 이후에 우린 아마 녹음실로 가서 그 곡들을 녹음할 거야. 그리고 잘 되면 7월 안에 앨범이 나올거야."라고 말하였다.
"우린 지금 녹음을 좀 다른 방식으로 할 거야. 난 새로운 밴드, 새로운 노래들과 다시 익숙해지게 노력할거야. 그리고 난 이 곡들이 자신있어."
"난 그 곡들이 오아시스 때보다 더 나을 수 있다고 백만퍼센트 자신한다구."

## 대중적인 이미지
오아시스는 1994년 음악 씬에 나타나 빠르게 그들의 대중적인 이미지를 만들었다.
2006년, 리암이 술에 취해 그루초 클럽에서 폴 개스코인과 싸웠으며, 말미에는 리암이 소화기를 개스코인의 얼굴에 뿌렸다는 추측성 기사가 났다.
리암은 많은 비영국인들의 취향과 관습(특히 미국인과 호주인들의 취향과 관습들)을 싫어하는 것으로 널리 알려져 있다. 초기의 미국 투어에서, 1994년 잠시 밴드를 떠나기로 최종 결론을 내린 그의 형이자 기타리스트인 노엘과 마찬가지로 리암은 어김없이 미국인들에 대해 조소어린 의견들을 내놓았다. 미국에서 그들이 받는 (특히 영국에서의 반응과 극명히 대조되는) 조용한 반응에 이야기할 때, 리암은 "미국인들은 무대 위에서 지들 머리나 칼로 찔러대는 그런지 피플을 원하지. 걔네는 우리처럼 빛 한 다발을 갖고 있어. 데오드란트나 뿌리고. 걔넨 하나도 이해 못 하고 있다고." 라고 언급하였다.
2006년 3월, 리암은 공공연히 롤링 스톤스와 U2를 몹시 비난하며, "난 롤링 스톤스를 존경해. 근데 그들의 노래는 헛소리들 모음이라고. U2는 어떤가 하면, 그들은 일반적인 사람들처럼 말하지도, 그렇게 보이지도 않아."
리암은 종교적인 믿음에 대해 "나는 지금을 위해서 살지, 내가 죽고 난 다음에 일어날 것들을 위해 살지 않아. 만약 내가 죽는다면 그 후엔 아무것도 없을 거라고. 난 지옥에 갈 거야 천국이 아니라. 내 말은, 악마는 모든 좋은 장비들을 갖고 있을 거야. 신은 뭘 갖고 있냐고? 인스파이럴 카펫츠와 수녀들이지. 엿먹으라 그래." 라고 잠깐 언급하였다. 하지만 리암은 교회에 갈 것이라고 고백하였으나, 그는 '조언을 찾기 위해' 가는 것이 아니라 주장하였다. 그는 또한 "어떤 날들은 믿지 않는데 어떤 날들은 믿어." 라고 이야기하였다. 또한 리암은 '어느 날 밤 신과 대화'를 가졌다고 주장하였다.

## 음악 스타일
리암의 목소리는 존 레논과 존 라이든의 혼합같다고 비유되곤 하며, allmusic.com의 기고가인 스테판 토마스 얼바인은 그에게 "락의 최고 싱어"라는 호칭을 붙였다. 2006년, Q 매거진은 리암 갤러거를 가장 뛰어난 싱어 11위로 뽑았으며〈Live Forever〉,〈Lyla〉,〈Don't Go Away〉 그리고 〈Champagne Supernova〉와 같은 곡들을 그가 가장 잘 부른 곡의 예시로 들었다.
오아시스의 초창기 시절 이래로, 리암 갤러거의 무대 위에서의 존재감은 그 자체로 그의 상징이 되었다. 그의 '노래하는 자세'는 즉시 알아볼 수 있으며 그 자세는 구부린 무릎, 한 쪽으로 휜 몸, 그의 옆 쪽으로 내리거나 혹은 가끔 그의 앞주머니에 넣기도 하는 그의 등 뒤로 뒷짐 진 손, 아래를 바라보는 각도로 그의 키보다 높게 세팅된 마이크를 향하여 길게 뺀 목을 수반하고 있다. 리암은 또한 다른 대부분의 가수들이 마이크를 입 정면에 두는 것과 다르게 마이크를 그의 윗입술과 코 사이의 부분에 굉장히 가깝게 밀착하도록 한다. 《Definitely Maybe》DVD에, 리암이 왜 그의 팔을 뒷짐지고 있는지 그 이유가 드러나 있다. 왜냐하면 이 자세는 그로 하여금 그의 목소리를 더 파워풀하게 발산할 수 있도록 하기 때문이다. 1994년 이전까지의 매우 초창기 오아시스 공연에서 리암이 마이크를 한 손으로 잡는 모습을 볼 수 있다. 그러나 (그 손을 뺀) 그의 몸의 다른 부분들은 여전히 그의 고유한 자세를 유지하고 있다. 한편 이러한 보컬 스타일은 목에 무게 중심을 잡고서 노래를 부르는 것인 탓에 목 자체에 무리를 주는 형식이라고 알려져 있기도 하다.

## 비디 아이에 관련해서
노엘과의 사건으로 인하여 오아시스가 해체된 이후, 얼마 지나지 않아, 리암은 남은 멤버들과 계속 밴드를 계속할 것이라는 의사를 드러내었다. 하지만 기존의 오아시스가 아닌 새로운 밴드를 만들 것임을 분명히 하여, 일부 오아시스의 부활을 바라던 많은 팬들의 아쉬움을 샀다. 혹자는 송라이팅 실력에 있어서 탁월함을 보이며 지금까지의 오아시스를 있게 한 노엘 갤러거가 없음을 두고 그들의 행보를 미심쩍게 바라보기도 했다. 약간 재밌는 것은 그들이 새로이 이끌게 된 밴드 비디 아이(Beady Eye)의 뜻은 '의심쩍은 눈길들'이라는 것. 여튼 밴드의 작업은 착실히 이루어져서, 2009년 말에는 작곡과 녹음 작업을 시작했으며, 2010년 11월 15일 자로 자신들의 싱글 'Bring the Light'를 공개하며 이것의 음원을 무료로 다운로드하게 해주었다. 그들의 첫 앨범 <Different Gear, Still Speeding> 은 2011년 2월 28일을 기점으로 발매했다. 앨범에 관련한 평에 대해 간단히 설명하자면 애초의 그들에게 제기되었던 문제인 '작곡능력'에 대해서 이들은 자신들에게 문제가 없다는 것을 증명했다. 실지로도 평단에서도 좋은 평가들을 다수 받았다. 현재 비디 아이는 3월을 기점으로 투어에 나섰으며, 5월 경에 내한 공연을 가질 것임을 밝혔다(정확한 날짜는 5월 15일).하지만 일본지진의 여파로 내한공연이 취소되고 AX-KOREA에서 9월3일 내한 공연을 가지기로 하였다.
그리고 9월 3일 AX-KOREA에서 비디 아이의 첫 번째 내한 공연이 열렸다.

## 음반 목록

### 스튜디오 음반
- As You Were(2017)
- Why Me? Why Not.(2019)
- Acoustic Sessions(2020)
- C'mon You Know(2022)